# 北海道道1081号東室蘭停車場線
北海道道1081号東室蘭停車場線（ほっかいどうどう1081ごう ひがしむろらんていしゃじょうせん）は、北海道室蘭市内を結ぶ一般道道（北海道道）である。

## 概要

### 路線データ
- 起点：北海道室蘭市中島町3丁目（JR北海道 室蘭本線 東室蘭駅）
- 終点：北海道室蘭市中島町1丁目（北海道道107号室蘭環状線・北海道道919号中央東線交点）
- 総延長：0.778 km
- 実延長：0.778 km
- 重用延長：0 km

### 道路管理者
- 胆振総合振興局 室蘭建設管理部 登別出張所

## 歴史
- 1988年（昭和63年）3月31日 - 路線認定[1]。

## 地理

### 通過する自治体
- 胆振総合振興局
  - 室蘭市

### 交差する道路
室蘭市
- 北海道道107号室蘭環状線 - 中島町1丁目（終点）
- 北海道道919号中央東線 - 中島町1丁目（終点）

### 沿線にある施設など
室蘭市
- JR北海道 室蘭本線 東室蘭駅
- 室蘭中島南郵便局